# Chaoyangchuan (köpinghuvudort i Kina, Jilin Sheng, lat 42,88, long 129,36)
Chaoyangchuan är en köpinghuvudort i Kina. Den ligger i provinsen Jilin, i den nordöstra delen av landet, omkring 350 kilometer öster om provinshuvudstaden Changchun. Antalet invånare är 36 818. Befolkningen består av 18 166 kvinnor och 18 652 män. Barn under 15 år utgör 8,0 %, vuxna 15-64 år 78 %, och äldre över 65 år 12,0 %.
Runt Chaoyangchuan är det ganska tätbefolkat, med 67 invånare per kvadratkilometer. Närmaste större samhälle är Yanji, 12,3 km öster om Chaoyangchuan. Trakten runt Chaoyangchuan består till största delen av jordbruksmark.
Genomsnittlig årsnederbörd är 952 millimeter. Den regnigaste månaden är juli, med i genomsnitt 235 mm nederbörd, och den torraste är januari, med 7 mm nederbörd.